# Autophila einsleri
Autophila einsleri är en fjärilsart som beskrevs av Hans Georg Amsel 1935. Autophila einsleri ingår i släktet Autophila och familjen nattflyn. Inga underarter finns listade i Catalogue of Life.